# Lagoa do Pico do Alpanaque
A Lagoa do Pico do Alpanaque é uma lagoa portuguesa, localizada na ilha açoriana da Terceira, no município de Angra do Heroísmo.
Esta lagoa localiza-se no centro da ilha Terceira, próxima do Pico do Alpanaque e da Caldeira Guilherme Moniz a cerca de 541 metros de altitude. Encontra-se rodeada por uma variada vegetação endémica da macaronésia.